# Gerda Steinhoff
Gerda Steinhoff (Danzig-Langfuhr, 29 januari 1922 - Gdańsk, 4 juli 1946) was een Duitse bewaakster van het concentratiekamp Stutthof tijdens de Tweede Wereldoorlog.

## Oorlogsjaren
Steinhoff werkte vanaf 1939 als hulp in de huishouding, daarna in een bakkerij en ten slotte als tramconductrice. Dit deed ze enkele jaren, totdat ze in januari 1944 trouwde en een kind kreeg. In datzelfde jaar meldde ze zich vrijwillig aan om dienst te doen in concentratiekamp Stutthof. Tot 31 oktober 1944 behoorde ze tot het SS-Wachpersonal in het vrouwenkamp SK-III. Hier hield ze toezicht op ongeveer vierhonderd gevangenen. In Stutthof nam ze deel aan het selecteren van gevangenen voor de gaskamer. Hierna werd ze Blockleiterin Oberaufseherin in het subkamp Außenarbeitslager Danzig-Holm. Deze functie bekleedde ze één maand, want in december 1944 werd ze overgeplaatst naar een ander subkamp, Außenarbeitslager Bromberg-Ost. Op 25 januari 1945 kreeg ze een IJzeren Kruis als onderscheiding voor haar loyaliteit aan het Derde Rijk.

## Na de oorlog
Vlak voor het einde van de oorlog vluchtte ze uit het kamp en keerde ze terug naar huis. Daar werd ze echter op 25 mei door de Poolse politie gearresteerd en naar de gevangenis gebracht in afwachting van het proces. Het Stutthofproces begon op 25 april 1946 en duurde tot 31 mei 1946. Samen met enkele andere vrouwelijke bewakers en kapo's werd ze aangeklaagd. Steinhoff werd veroordeeld tot de dood door ophanging. Op 4 juli 1946 werd het vonnis voltrokken.